# 福岡観光バス
福岡観光バス株式会社は、福岡県嘉穂郡桂川町に本社、北九州市八幡東区に営業所を置くバス会社であり、旅行業も営む。福岡県貸切バス協会会員。大分県日田市の貸切バス・タクシー会社天瀬観光の関連会社である。

## バス事業
主力の貸切バス事業のほか、路線バス事業も行っている。

### 高速乗合バス
岡垣 ⇔ THE OUTLETS KITAKYUSHU ⇔ 北九州空港
岡垣サンリーアイ - THE OUTLETS KITAKYUSHU - 北九州空港
遠賀郡岡垣町と北九州空港をTHE OUTLETS KITAKYUSHU経由で結ぶ高速バス。2022年4月26日運行開始。自社サイトでは「高速バス」と称しているが、実際には都市高速道路である北九州高速道路は通るが高速自動車国道は通らない。
- 2022年4月26日 - 岡垣町発5本、北九州空港発6本で運行開始
- 2022年6月20日 - ダイヤ改正、岡垣町発2本、北九州空港発3本に減便
- 2022年10月1日 - 岡垣町内の発着地をぬか塚から岡垣サンリーアイに変更（運行時刻・本数は変更なし）[3]
- 2022年10月30日 - 土、日曜のみの運行に変更、1日2往復となる。[4]
- 2022年12月29日 - ダイヤ改正、岡垣サンリーアイ発北九州空港行が1日1本、北九州空港発岡垣サンリーアイ行が2本（どちらも土日のみ）に変更。
- 2023年4月 - ダイヤ改正、土曜日のみの運行となる[5]。